# Forget-Me-Not (pel·lícula de 1917)

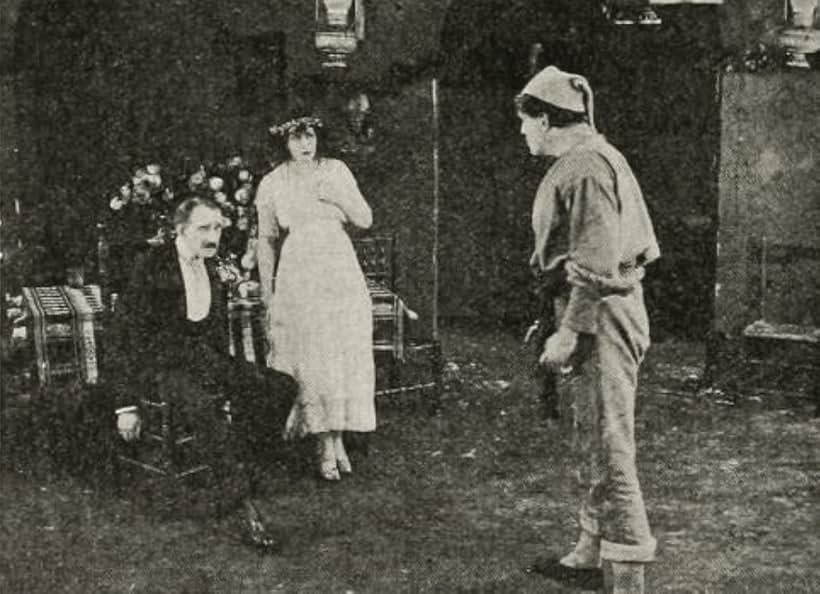
Fotograma de la pel·lícula

Forget-Me-Not és una pel·lícula muda de la World Film Company dirigida per Émile Chautard i protagonitzada per Kitty Gordon i Montagu Love, entre d'altres. La pel·lícula, que està basada en una adaptació de l'obra de teatre homònima de Herman Merivale i Florence Crauford Grove adaptada per Frances Marion, es va estrenar el 16 d'abril de 1917. Es considera una pel·lícula perduda.

## Argument
A Còrsega, Stefanie Paoli abandona la seva parella, l'humil pescador Gabriel Barrato, per un noble, el marquès de Mohrivart. En assabentar-se que Stefanie s'ha casat amb un altre, Gabriel es suïcida i el seu germà Benedetto jura venjança. Stefanie se’n va a França amb el marquès on dirigeixen un exclusiu casino. Passen els anys i tenen un fill, Charles, que és enviat a Anglaterra per a la seva formació. Charles, ignorant el modus vivendi dels seus pares, es casa amb Rose Verney, la filla d'una família britànica de classe alta. Mentrestant, Benedetto s'ha fet ric i visita el casino de Mohrivart a París. Tot i que queda meravellat de la bellesa de Stefanie, ataca la dona de qui ha jurat venjar-se. En intentar salvar la seva dona, el marquès és assassinat. Benedetto és condemnat a cadena perpètua i, poc després, Stefanie, en assabentar-se que el seu fill s'està morint, viatja a Anglaterra per visitar la seva família. Després de la mort de Charles, Stefanie es nega a marxar, amenaçant-los que, si no la mantenen, invocarà una antiga llei francesa que diu que si ella no reconeix el matrimoni del seu fill aquest no és vàlid cosa que provocarà que la seva neta sigui il·legítima. Per tal de lliurar-se d'Stephanie, la família rep l'ajuda de Sir Horace Welby, un antic admirador d'Stephanie ara promès amb Alice, la germana de Rose, que li fa creure que Benedetto ha estat alliberat i l'està buscant per matar-la. Per això s'ajuda d'una home de forta ressemblança amb Benedetto. Aterrida, Stefanie desapareix i deixa els Verney en pau.

## Repartiment
- Kitty Gordon (Stefanie Paoli)
- Montagu Love (Gabriel Barrato/Benedetto Barrato)
- Alec B. Francis (Marquès de Mohrivart)
- George MacQuarrie (Sir Horace Welby)
- James Furey (Sir Donald Verney)
- Norma Phillips (Rose Verney)
- Lillian Herbert (Alice Verney)
- Henrietta Simpson (Mrs. Foley)